# 이상의 (1560년)
이상의(李尙毅, 1560년(명종 15) ∼ 1624년(인조 2))는 조선시대 중기와 후기의 문신, 학자, 정치인이다. 본관은 여주(驪州)이고, 자는 이원(而遠), 호는 소릉(少陵)·오호(五湖)·서산(西山)·파릉(巴陵)이다. 1586년 별시문과에 급제하여 벼슬은 보국숭록대부 의정부좌찬성 겸 판의금부사 세자이사에 이르렀고, 여흥군(驪興君)에 봉해졌다가 다시 여흥부원군(驪興府院君)으로 진봉되었다.
1604년(선조 37년) 4월 임진왜란 때의 공로로 선무원종공신 1등(宣武原從功臣一等)에 녹훈되었다. 1608년(광해군 즉위) 유영경의 옥사 직후 정운원종공신 1등(定運功臣一等)에 책록되었다. 임진왜란 당시 광해군을 수행한 공로로 위성공신에도 책록되었다.
실학자 겸 성리학자 성호 이익의 증조 할아버지이자, 역시 실학자인 반계 유형원의 외증조할아버지였다. 시호는 익헌(翼獻)이다.

## 생애

### 생애 초기
사재감첨정 이우인(李友仁)의 아들이다. 이상의의 증손 성호 이익과 유형원은 6촌 형제간이 되나 나이차이는 59세 연차가 난다. 이는 그는 15세에 장남 이지완(李志完)을 얻고, 아들 이지선(李志宣), 이지굉(李志宏), 이지정(李志定), 이지인(李志寅), 이지유(李志裕)를 얻은 뒤에 40세가 넘은 나이에 일곱째 아들 이지안(李志安)을 얻었다. 이지안의 장남 이하진(李夏鎭)의 아들이나 그가 63세의 고령에 얻었다.
윤현(尹晛)의 딸과 결혼하여 7형제를 얻었다. 1585년(선조 18) 생원시에 합격하고, 1586년 별시문과에 병과로 급제하여 관직에 나가 승정원 주서·성균관전적 등을 지내고 1591년 사헌부 지평(持平)이 되었다(~음력 6월 23일).

### 임진왜란 전후
1592년 초 병조정랑이 되었다. 그해 4월 임진왜란이 일어나고 4월말 어가의 파천이 결정되어 선조가 그해 5월 평양을 거쳐서 6월 의주로 피난갈 때 검찰사(檢察使)에 임명되어 피난가는 어가를 호위하는 임무를 수행하였다. 파천한 뒤 홍문관부응교, 세자시강원 필선, 사헌부 장령, 성균관사예, 홍문관교리, 홍문관전한 등을 지냈고, 1594년 사간원사간이 되었다. 다시 세자시강원필선이 되었다가 시강원 보덕, 사헌부집의·홍문관응교 등을 거쳐 1597년 말에는 명나라에 파견되는 진위사(陳慰使)의 서장관(書狀官)이 되어 연경에 다녀왔다.
1597년 귀국 후 성균관사예·사간·홍문관직제학을 거쳐 1598년 정유재란의 종결을 보고, 그해 9월 통정대부(정3품 당상관)에 오르고 승정원동부승지에 임명되었다.

### 관료생활과 교육 장려
그 뒤 그는 좌부승지, 병조참의, 사간원대사간, 형조참의, 승정원도승지, 병조참판, 홍문관부제학 등을 거쳐 1602년 이조참판이 되었다. 1603년 성천부사로 부임하였다. 성천부사 재직 시 선정을 베풀어 백성들을 어질게 다스렸으며, 문화의 혜택이 닿지 않은 변방에 문화와 교육을 전파하였다. 향교를 크게 일으켜서 지금까지 그 고을에서 한명도 내지 못했던 소과 합격자를 냄으로써 학구열을 불러일으켰다. 이후 서당과 서원을 장려하여, 평안도 지역의 학구열을 불러일으키는 계기를 마련하였다.
1604년(선조 37년) 4월 임진왜란 때의 공로로 선무원종공신 1등(宣武原從功臣一等)에 녹훈되었다. 1606년 중앙으로 다시 올라와 성균관대사성·도승지 등을 지냈다. 1608년(광해군 즉위) 유영경의 옥사 직후 정운원종공신 1등(定運功臣一等)에 책록되었다.

### 광해군 시절 정치활동
이후 자헌대부로 승진, 형조판서를 거쳐 1609년(광해군 1년) 이조판서가 되었다. 이때 당색에 구애받지 않고 재질에 따라 인재를 등용하여 그 공도(公道)를 칭찬받기도 하였다.
그 뒤 지중추부사·사헌부대사헌 등을 역임하고, 1611년 가을 세사 질의 책봉 주청을 위해 동궁고명면복주청사 (東宮告命冕服奏請使)로 명나라에 다녀왔다.
1612년에 임진왜란 때 광해군을 호종한 공으로 위성공신(衛聖功臣)에 책록되고 여흥군(驪興君)에 봉해져 공조판서가 되었고, 1613년(광해군 5) 익사원종공신 1등에 책록되었다. 1616년 보국숭록대부에 오르고 여흥부원군에 봉해졌다. 1618년 의정부좌찬성이 되고, 세자시강원이사(世子侍講院貳師)를 겸하였다.

### 좌천과 죽음
1623년 인조반정으로 위성공신이 혁파되어 훈봉이 삭탈되고 1품계가 강등되는 동시에 지중추부사로 좌천되었다. 그러나 그의 자손들은 연좌되지 않았다.
글씨를 잘 썼으며 저서로는 《소릉집 少陵集》이 있다.

### 사후
생전에 맏손녀 이씨의 결혼과 외증손 유형원을 봤다. 뒤에 선조조의 호성원종공신(扈聖原從功臣)으로 증 대광보국숭록대부(大匡輔國崇祿大夫) 의정부영의정에 추증되었고, 익헌의 시호가 추증되었다.

## 저서
- 《소릉집 少陵集》

## 가족 관계
- 부인 : 윤씨
  - 아들 : 이지완(李志完, 1575 ~ 1617)
    - 손자 : 이원진(李元鎭, 1594 ~ 1665)
    - 손녀 : 여주 이씨
    - 손녀사위 : 유흠
      - 외증손 : 유형원, 호는 반계

  - 아들 : 이지안(李志安, 1601 ~ 1657)
    - 손자 : 이하진(李夏鎭, 1628 ~ 1682)
      - 증손 : 이익, 호는 성호
- 장인 : 윤현(尹晛)

## 같이 보기
- 임진왜란
- 이익
- 허목
- 유형원

## 참고 문헌
- 춘추관 관원들 (1616). 《선조실록》.
- 광해군일기
- 인조실록
- 국조인물고
- 국조방목